# Poul Pedersen (fodboldspiller)
 Der er flere personer med dette navn, se Poul Pedersen.
Poul Ebbesen Pedersen  (født 31. oktober 1932 i Aarhus, død 23. december 2016 i Aarhus) var en dansk fodboldspiller. Han var angriber på den plads, der dengang blev betegnet som højre wing, nr. 7.

## Fodboldkarriere

### Klub
Poul Pedersen spillede hele sin karriere for AIA, en fodboldklub som siden er flyttet til forstaden Tranbjerg, men som dengang lå i det centrale Århus. I 1953 spillede klubben stadig i 3. division, men han var da, som 20-årig, stærkt medvirkende til at sikre klubben oprykning til 2. division og to år senere til den bedste danske fodboldrække. Her spillede AIA i 1955-57, 1958 og 1961. AIA rykkede ud af 2. division i 1965 i Poul Pedersens sidste sæson. Han spillede sin sidste kamp for AIA 21. november 1965 på Aarhus Stadions lille bane mod Køge Boldklub. Det blev til 389 kampe for AIA.
Senere spillede han på klubbens oldboyshold og var med til at vinde pokalturneringen for oldboys i 1981 og 1982 som anfører for AIA.

### Landshold
I 1952 fik Pedersen to kampe for Danmark U/21 og senere blev det til fem kampe på B-landsholdet. Han debuterede på Danmarks A-landshold 21. juni 1953 som 20-årig i en kamp mod Sverige, som Danmark tabte 1-3. Fra slutningen af 1954 var han fast mand på holdet. Det var dog i slutningen af 1950'erne, Poul Pedersen havde sin storhedstid. Fra juni 1957 til oktober 1960 spillede han 33 landskampe. Fra 1958 var han landsholdets anfører, og i 1960 var han med på landsholdet til OL i Rom. Her vandt Danmark alle sine kampe i indledende runde, og her scorede Pedersen blandt andet det afgørende mål i 2-1-sejren over Polen. Danmark vandt derpå overraskende semifinalen over Ungarn med 2-0, inden holdet i finalen tabte til Jugoslavien med 1-3 og derfor fik sølvmedaljer - holdet blev efterfølgende i Danmark kendt som Sølvholdet og optaget i Fodboldens Hall of Fame i 2019.
Han spillede i løbet af det næste år fire kampe mere og nåede dermed op på 49 landskampe som den første dansker. Efter at have været lidt på sidelinjen et par år fik han sin landskamp nummer 50. Det magiske tal rundede han i sin afskedskamp mod Finland i Helsinki den 6. september 1964. Det blev til i alt 17 mål i de 50 landskampe.
Han var gennem sin karriere kendt som en fair hurtig, driblestærk og arbejdsivrig spiller, der især begik sig som højre wing.

## Hæder
Poul Pedersen blev personligt optaget i Fodboldens Hall of Fame i 2014.

## Videre karriere og familie
Efter at Poul Pedersen stoppede karrieren, startede han sit eget entreprenørfirma. Han stoppede først med at spille fodbold i 2007.
Poul Pedersen var morfar til fodboldspilleren Viktor Fischer.